# Pradell de la Teixeta
Pradell de la Teixeta és un municipi de la comarca del Priorat situat a l'extrem oriental de la meitat meridional de la comarca, i limita bon tros amb el Baix Camp. Al nord, limita amb Porrera (meitat occidental) i amb Alforja, del Baix Camp (meitat oriental). A llevant, amb Duesaigües i l'Argentera, també del Baix Camp. Al sud, amb la Torre de Fontaubella, i a ponent, amb Marçà, Falset i Porrera, de sud a nord. Actualment, a la legislatura (2019-2023), l'alcaldessa és Lourdes Aluja i Matas de Junts per Catalunya.

## Etimologia
Es tracta d'un topònim descriptiu de les característiques del lloc on és la població: un pradell (prat petit), a prop del Coll de la Teixeta. Es tracta, doncs, d'un topònim ja romànic, d'origen medieval.
L'afegit de «la Teixeta» és a causa del coll proper, però el mot teixeta (teixeda) designa un bosc de teixos, que són arbres sobretot centreeuropeus que es donen aquí gràcies a l'alçada del lloc.

## Geografia
- Llista de topònims de Pradell de la Teixeta (Orografia: muntanyes, serres, collades, indrets..; hidrografia: rius, fonts...; edificis: cases, masies, esglésies, etc).

És un terme majoritàriament situat en un pla inclinat, que té les màximes elevacions a llevant, a la Serra de Pradell, que separa el Priorat del Baix Camp. La inclinació va decantant el terme cap al Priorat, a la zona de Falset.
L'extrem nord-oriental del terme és a 616 m. alt., a l'extrem nord de la Serra de Pradell, i va discorrent per una carena que es manté al voltant dels 600 metres, i només baixa al Coll de la Teixeta, a 541 m. alt. Després, ja seguint de ple la Serra de Pradell, passa pels 774, i va baixant gradualment, passant per los Enderrocs del Rovira, a 726, l'Enderrocada, a 676, i torna a pujar cap al Morral Blanc, a 718. Torna a baixar gradualment cap a la Punta de la Foradada, a 701, el Portell del Peiró, a 685, on enllaça amb la Serra de l'Argentera, de la qual només l'extrem nord és en terme de Pradell de la Teixeta. Quan és a 659 metres d'altitud, el terme davalla cap al Priorat: per unes carenes a prop i al nord del poble de la Torre de Fontaubella, va a buscar una elevació de 493, a l'Avenc, entre el poble que acabem d'esmentar i l'Estació de ferrocarril de Pradell, i baixa fins a la llera del barranc del Pou, a uns 310 metres d'altitud.
El termenal continua des d'aquí pel barranc esmentat i poc després per la riera de Fontaubella, fins que aquesta, a 270 m. alt., rep per l'esquerra el barranc de la Font dels Tres Batlles, Des d'aquí agafa la direcció nord-est, cap a la Muntanya de les Soleies, i va pujant primer fins als 541 m. alt., i després fins als 610, a lo Grau, on hi ha el repetidor de telecomunicacions. Torna a baixar, sempre cap al NE., cap al Coll del Guix, per on passa la carretera, a 529 m. alt., segueix la Serra de les Quimeres pel vessant nord-oest (616 m. alt.), i puja cap a la Pòpia (671 m.). Aquesta zona conté diversos avencs i coves destacats, així com algunes antigues mines. Continua cap al nord per la mateixa carena, pujant fins a 628 m. a la zona de les Sentius.
Trenca aleshores cap al nord-est, i baixa per una carena a buscar el barranc de les Valls, que s'adreça a Porrera, que travessa a uns 370 m. alt. Per l'altra banda d'aquest barranc, s'enfila carenant cap a prop de la Punta de la Peixera, a 623 m. alt. Aquí el terme torça cap al sud-est, sempre per una carena, baixant gradualment, fins als 616 m. alt., al lloc per on hem començat la descripció.
A l'interior del terme només cal destacar el Puig de la Font, de 678 m. alt., just al nord del poble, lo Puig, de 595, al sud, entre el poble i l'estació, i les Muntanyetes i el Coll de l'Eudald, a l'extrem sud-oest del terme municipal, que ronden els 470 metres d'altitud.
El sector nord del terme es vertebra a l'entorn del barranc de les Valls, que va cap a Porrera. Com a afluents importants rep el barranc de la Font Encantada i el de les Porreres. La resta del terme és un conjunt de barrancs que es van unint per anar a alimentar la riera de Fontaubella, a la qual s'uneixen just a l'extrem sud-occidental del terme. Fa de barranc central el que primer s'anomena Rasa del Teix, després es transforma en el barranc de les Basses, que rep el de la Font del Pelí i es transforma en el barranc de la Forca, que rep des d'orient el barranc de la Coma Tornera i després pel nord, a l'alçada de Pradell, el barranc del Puig de la Font, i tots junts formen el barranc del Pas, que encara rep el barranc dels Racons, el de les Cometes i el de les Comes Joanes abans d'abocar-se en la riera de Fontaubella.

## Comunicacions
Travessa el nord-oest del terme la carretera N-420 (Tarragona-Còrdova). També, i de nord a sud, discorre la carretera TV-3223 (La Torre de Fontaubella-N-420, a Pradell de la Teixeta). Al nord també hi ha la carretera TP-7401 (Porrera-N-420, a Pradell de la Teixeta).
També travessa el terme la línia de ferrocarril de Tarragona a Móra la Nova i Saragossa. En aquest cas però la línia travessa pel sud. L'Estació de Pradell queda dins del terme, i es troba just a la sortida de ponent del conegut túnel de l'Argentera. Aquest túnel fou construït per l'enginyer Eduard Maristany i Gibert (Barcelona 1855-1941) el qual va rebre de mans del rei Alfons XIII el títol de Marquès de l'Argentera el 1918.
El GR-174, el Sender del Priorat, només toca una mica el terme pel seu extrem nord, més amunt del Coll de la Teixeta.

## Història
Havent pertangut al municipi de Garcia, aviat va passar a formar part del monestir d'Escornalbou. El 1195 fou entregat a Pere de Déu amb la condició que s'ocuparia de la seva repoblació i defensa. La repoblació fou ràpida i el poble va créixer en importància.
Durant el segle xiv, Pradell es veié afectat per nombroses epidèmies i per plagues que varen afectar l'agricultura. Per superar la crisi, la parròquia es va veure obligada a vendre algunes de les seves possessions, com la campana. Al segle xvi cessà l'activitat monàstica a Escornalbou i les seves possessions passaren a mans del seminari de Tarragona.
La població fou ocupada per les tropes franceses durant la Guerra de la Independència. L'església va ser saquejada i hi moriren alguns habitants que s'havien refugiat al temple. La zona va tenir una forta activitat de bandolerisme durant el segle xix.
Durant la Guerra Civil espanyola hi varen fer parada Brigadistes Internacionals, d'entre els quals en destacà la XIII Brigada Internacional. El tinent polac d'aquesta brigada Gerszon Rotholc va ser enterrat  en un lloc del terme on durant les jornades de la memòria del 2023 s'hi va retre homenatge.
Fins a l'any 1991 el municipi constava de dos nuclis importants de població. El municipi de Pradell i el barri del Pradell situat en el nucli de població de La Torre de Fontaubella del qual només n'estava separat per un barranc. Aquell any el barri del Pradell fou agregat al municipi de la Torre de Fontaubella.
Miquel Ferré i Bertran (+2009) va ocupar l'alcaldia amb socialistes i convergents entre 1983 i 2002.

## Cultura
L'església parroquial està dedicada a Santa Maria Magdalena. Es tracta d'un edifici d'estil neoclàssic, construït el 1774 sobre un antic temple romànic. Té planta de creu amb capelles laterals i cor. No queda cap element artístic destacat al seu interior, ja que foren destruïts durant la Guerra Civil Espanyola 1936.
A la zona es troben diversos jaciments prehistòrics, com el sepulcre trobat el 1926, que contenia diverses eines i objectes. En l'anomenada cova de les Quimeres es trobaren sis sepulcres del Neolític.
Pradell celebra la seva festa major el mes de juliol, coincidint amb la festivitat de Santa Maria Magdalena. La segona Festa Major està dedicada a Sant Miquel Arcàngel i se celebra el dissabte després de Sant Miquel, el 29 de setembre.

## Economia
La principal activitat econòmica del municipi és l'agricultura. Hi destaquen els cultius de vinya, avellaners i oliveres. Antigament s'hi havien explotat un parell de pedreres de guix, que varen tancar per la seva baixa rendibilitat.

## Demografia
| Entitat de població   | Habitants (2024) |
| Pradell de la Teixeta | 171              |
| l'Estació             | 7                |
| la Torre              | 0                |
| Font: Idescat         |                  |

| 1497 f | 1515 f | 1553 f | 1717 | 1787 | 1857 | 1877 | 1887  | 1900 | 1910 |
| ------ | ------ | ------ | ---- | ---- | ---- | ---- | ----- | ---- | ---- |
| 13     | 15     | 27     | 83   | 232  | 800  | 778  | 1.061 | 754  | 712  |

| 1920 | 1930 | 1940 | 1950 | 1960 | 1970 | 1981 | 1990 | 1992 | 1994 |
| ---- | ---- | ---- | ---- | ---- | ---- | ---- | ---- | ---- | ---- |
| 669  | 590  | 497  | 449  | 401  | 345  | 293  | 269  | 261  | 261  |

| 1996 | 1998 | 2000 | 2002 | 2004 | 2006 | 2008 | 2010 | 2012 | 2014 |
| ---- | ---- | ---- | ---- | ---- | ---- | ---- | ---- | ---- | ---- |
| 232  | 219  | 198  | 182  | 199  | 178  | 164  | 188  | 199  | 181  |

| 2016 | 2018 | 2020 | 2022 | 2024 | 2026 | 2028 | 2030 | 2032 | 2034 |
| ---- | ---- | ---- | ---- | ---- | ---- | ---- | ---- | ---- | ---- |
| 174  | 159  | 158  | 172  | 178  | -    | -    | -    | -    | -    |

## Galeria

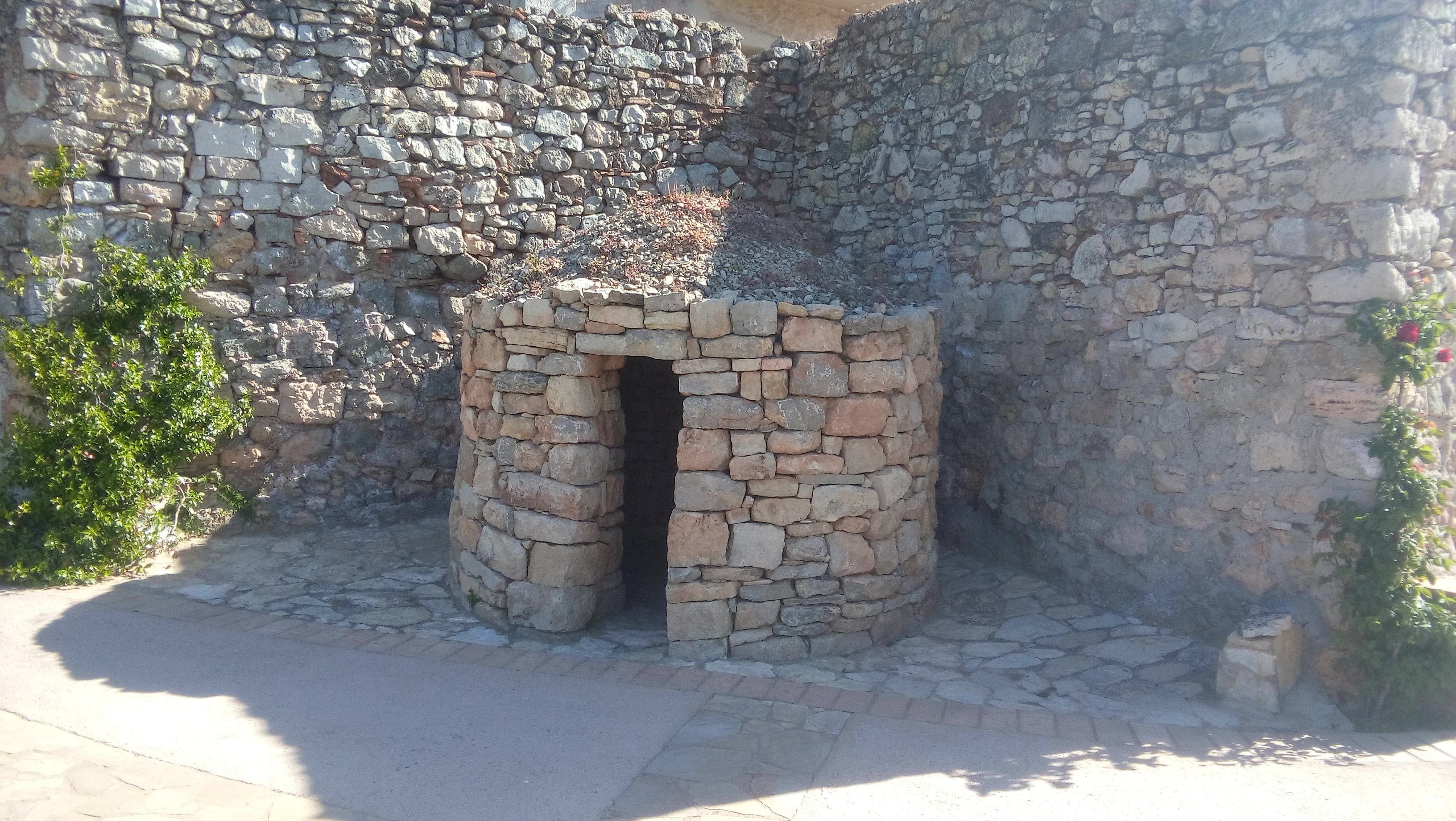
Construcció de pedra
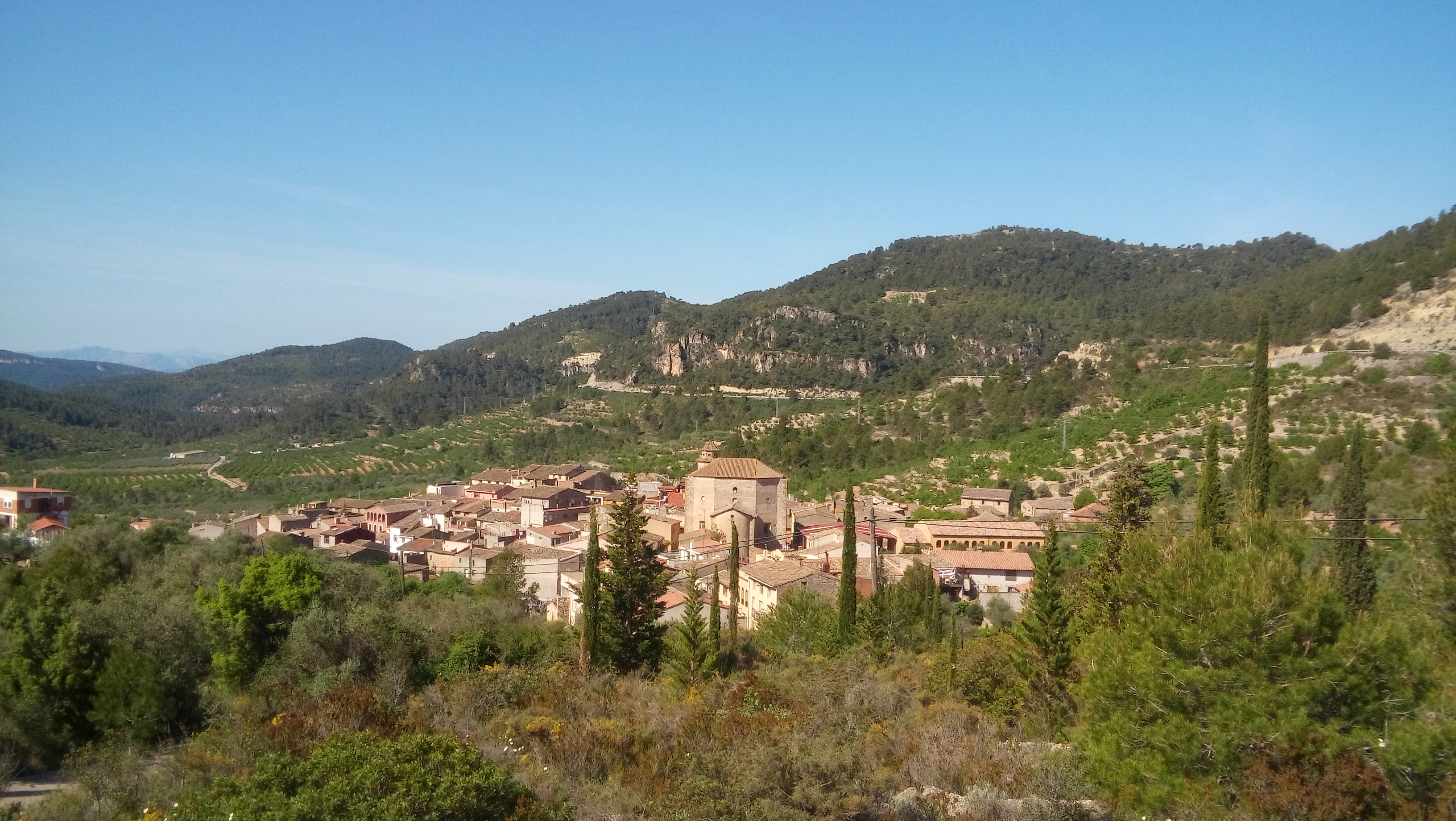
Panoràmica des del cementiri
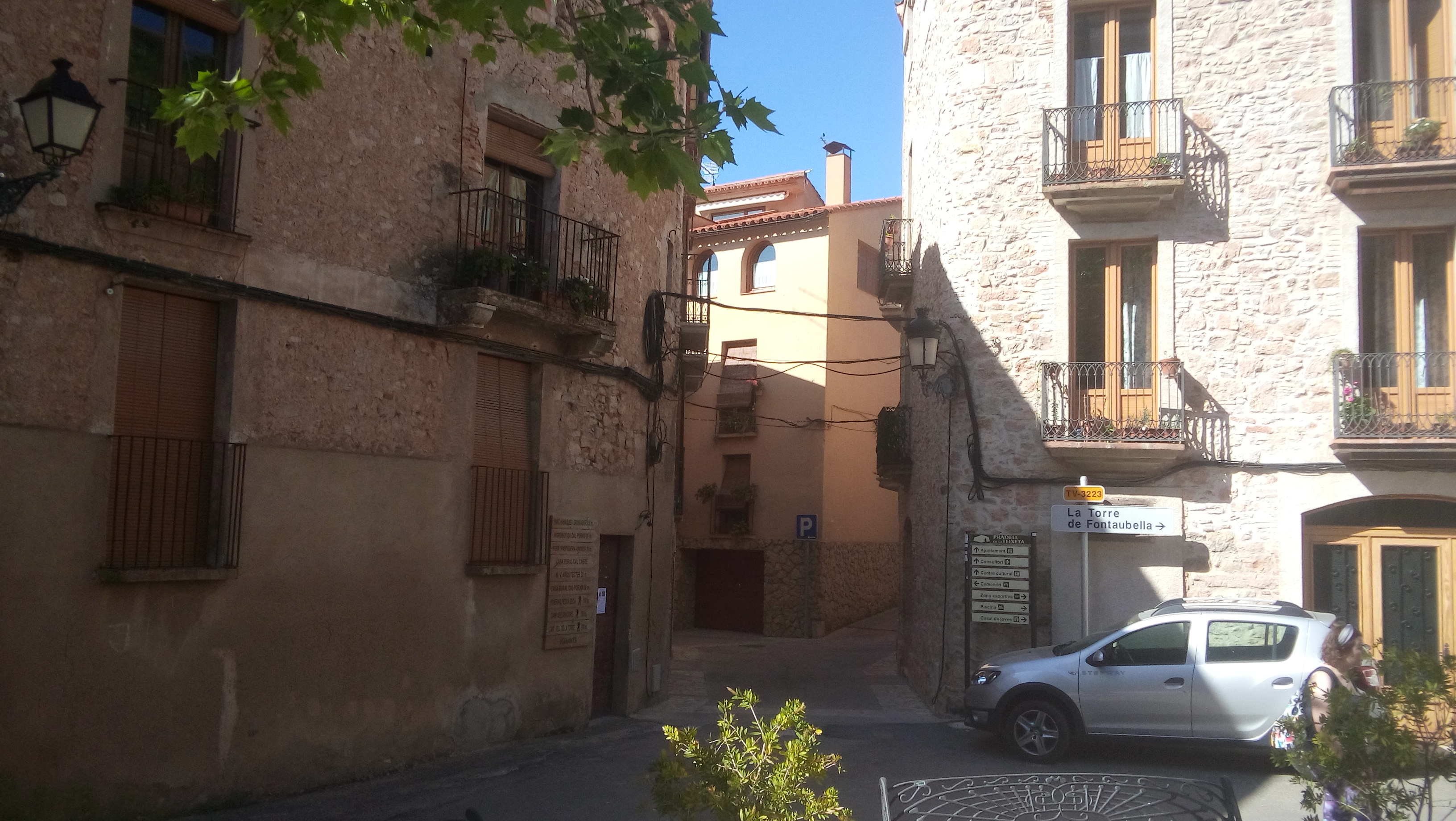
Plaça de l'església
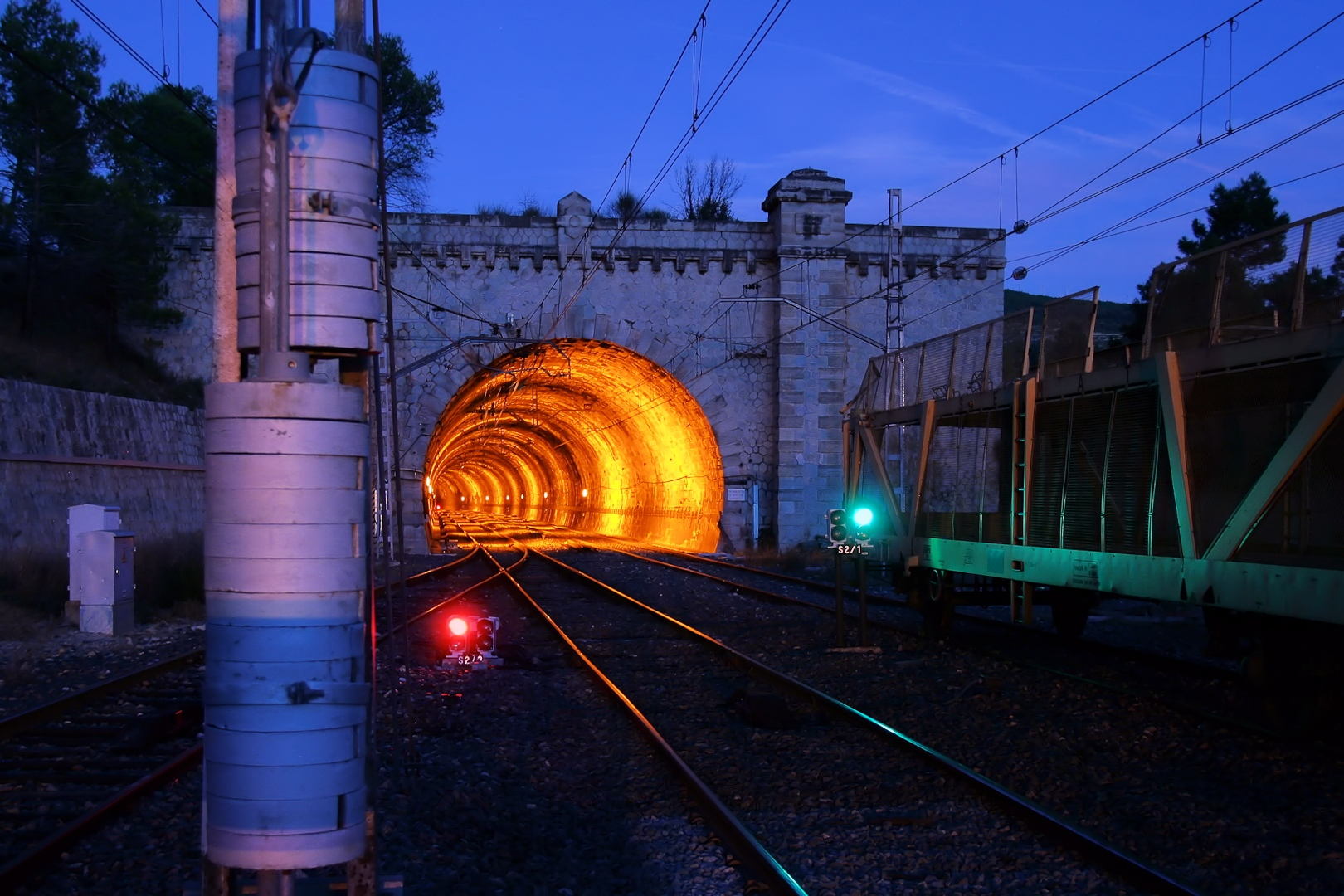
Túnel a l'estació de trens
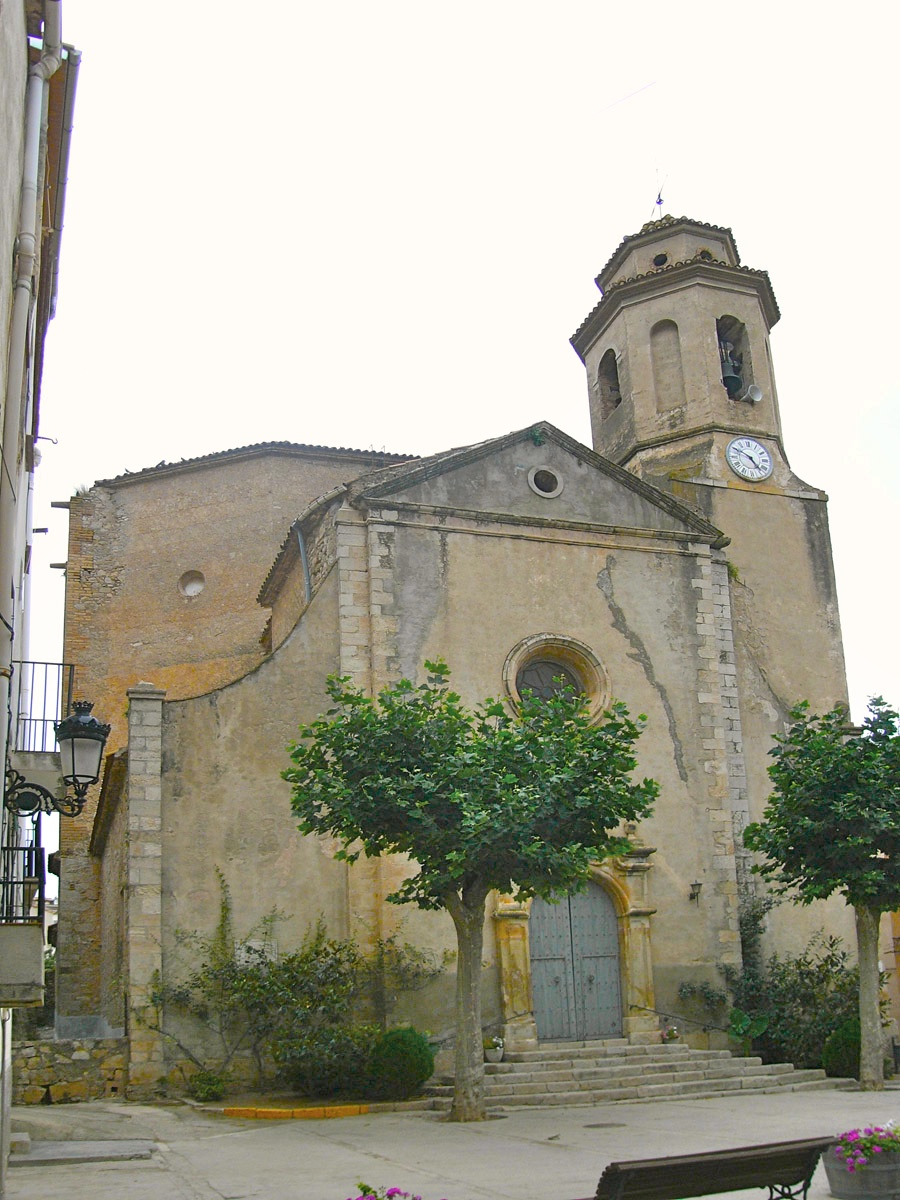
Església
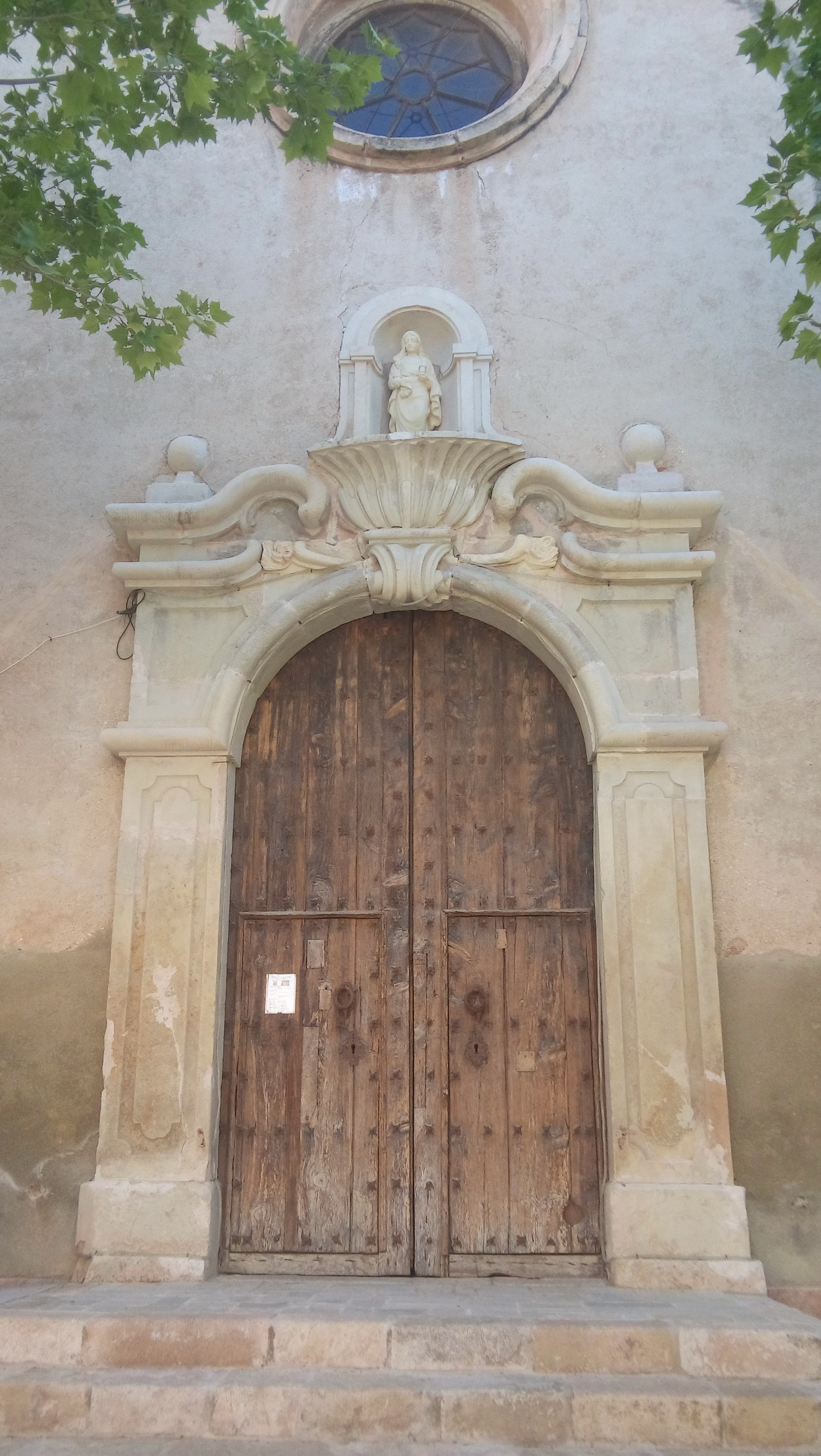
Entrada de l'església

## Personatges il·lustres
- Miquel Ferré i Bertran, batlle del 1983 al 2002.